# Narthecium ossifragum
Narthecium ossifragum (abama  Archivado el 30 de septiembre de 2007 en Wayback Machine., nartecia ) es una especie de Europa Occidental, encontrada en turbales esfagnales húmedos, a por lo menos 1000 m s. n. m.

## Descripción
Es una planta herbácea erecta que alcanza los 10-20 cm de altura. Tiene hojas lineares de color verde glauco. Las flores son hermafroditas de color amarillo y florecen de julio a septiembre. El fruto es una cápsula que se disemina por la gravedad.

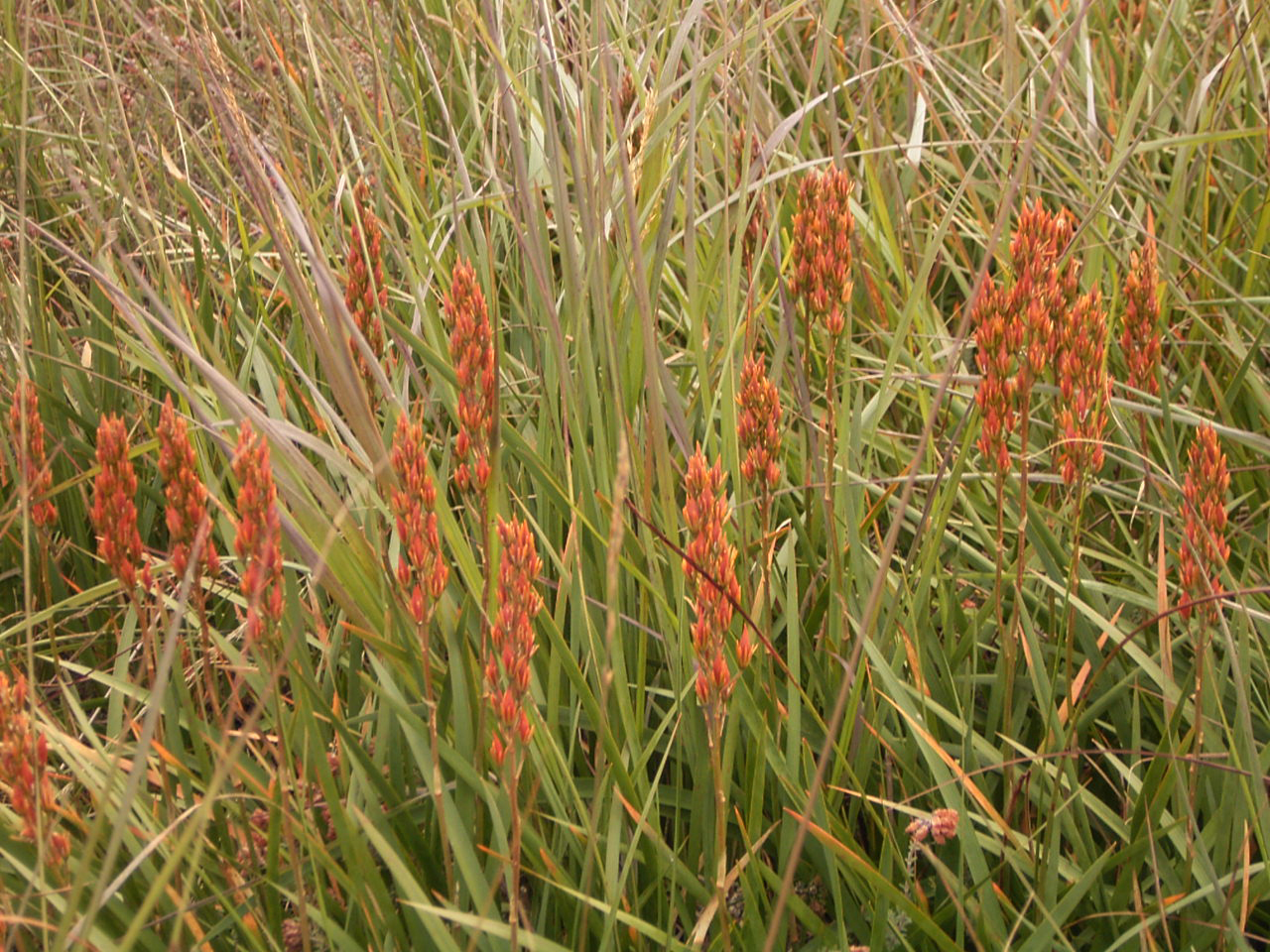
N. ossifragum, con fruto.

## Sinonimia
- Anthericum ossifragum L., Sp. Pl.: 311 (1753).
- Abama ossifraga (L.) DC. in J.B.A.M.de Lamarck & A.P.de Candolle, Fl. Franç. 3: 171 (1805).
- Phalangium ossifragum (L.) Muhl. ex Steud., Nomencl. Bot., ed. 2, 2: 184 (1841).
- Tofieldia ossifraga (L.) Chaub., Actes Soc. Linn. Bordeaux 19: 228 (1853).
- Anthericum palustre Salisb., Prodr. Stirp. Chap. Allerton: 250 (1796).
- Narthecium anthericoides Hoppe ex Mert. & W.D.J.Koch in J.C.Röhling, Deutschl. Fl., ed. 3, 2: 559 (1826).
- Narthecium palustre Bubani, Fl. Pyren. 4: 169 (1902).[1]